# 布日嘎斯台淖日
布日嘎斯台淖日是位于中国内蒙古自治区呼伦贝尔市陈巴尔虎旗东乌珠尔苏木西北的一个湖泊。其位置约在东经118°35′，北纬49°52′。湖面海拔531.30米，面积达1.7平方公里，是咸水湖。布日嘎斯台淖日在蒙古语中的意思是柳条子的湖。